# Rajd Arłamów 2016
Rajd Arłamów 2015 – trzecia edycja rajdu samochodowego Rajd Arłamów, rozgrywanego od 3 do 5 listopada 2016 roku z bazą w Arłamowie w województwie podkarpackim, w gminie Ustrzyki Dolne. Była to szósta runda rajdowych samochodowych mistrzostw Polski w sezonie 2016. Rajd składał się z 8 odcinków specjalnych rozgrywanych na asfalcie.

## Wyniki końcowe rajdu[1]
| Miejsce | Kierowca             | Pilot             | Samochód                 | Czas      | Strata   | Grupa Klasa | Punkty |
| ------- | -------------------- | ----------------- | ------------------------ | --------- | -------- | ----------- | ------ |
| 1       | Mariusz Stec         | Jacek Rathe       | Ford Fiesta Proto        | 1:25:20,2 | –        | Open N      | 25+1   |
| 2       | Łukasz Kotarba       | Tomasz Kotarba    | Mitsubishi Lancer EVO IX | 1:26:58,8 | +1:38,6  | Open N      | 18     |
| 3       | Tomasz Gryc          | Michał Kuśnierz   | Peugeot 208 R2           | 1:27:20,0 | +1:59,8  | 4           | 15     |
| 4       | Jacek Jurecki        | Michał Trela      | Peugeot 208 R2           | 1:27:34,1 | +2:13,9  | 4           | 12     |
| 5       | Grzegorz Grzyb       | Robert Hundla     | Peugeot 208 R2           | 1:27:35,3 | +2:15,1  | 4           | 10     |
| 6       | Grzegorz Dul         | Przemysław Zawada | Peugeot 208 R2           | 1:27:47,6 | +2:27,4  | 4           | 8      |
| 7       | Marcin Słobodzian    | Jakub Wróbel      | Subaru Impreza STi N15   | 1:27:54,5 | +2:34,3  | Open N      | 6+2    |
| 8       | Sławomir Strychalski | Paweł Pochroń     | Ford Fiesta R2           | 1:29:44,9 | +4:24,7  | 4F          | 4      |
| 9       | Marcin Górny         | Zbigniew Cieślar  | Ford Fiesta R2           | 1:29:59,1 | +4:38,9  | 4F          | 2      |
| 10      | Łukasz Byśkiniewicz  | Bartłomiej Boba   | Opel Adam R2             | 1:30:17,0 | +4:56,8  | 4           | 1      |
| ...     | ...                  | ...               | ...                      | ...       | ...      | ...         | ...    |
| 17      | Max Rendina          | Emanuele Inglesi  | Škoda Fabia R5           | 1:46:32,2 | +21:12,0 | 2           | 0+3    |